# アシェット・フィリパッキ・メディア
アシェット・フィリパッキ・メディア（Hachette Filipacchi Médias, S.A.、略称HFM）は、フランスに本社を置く雑誌出版社である。フランスのメディアコングロマリット・ラガルデールの一部門であるラガルデール・アクティブの完全子会社である。

## 歴史
アシェット・リーブルは、ルイ・アシェットが1826年にリブレリー・ブレディフ(Librairie Brédif)を買収して設立した会社で、後にL・アシェット商会(L.Hachette et Compagnie)となった。
アシェット社は1980年にマトラに買収された。アシェット・フィリパッキは1981年に国有化されたが、引き続き上場企業である。2004年にラガルデール・メディアに買収され、その子会社となった。

## 出版物
アシェット・フィリパッキ・メディアは、『パラン』(Parents)、『パリ・マッチ』(Paris Match)、『ジュルナル・デュ・ディマンシュ』(Le Journal du Dimanche)を発行している。
1985年からは、フランス国外でも様々なタイトルを発行している。2011年に『ELLE』『カー・アンド・ドライバー』などの国外タイトルをハースト・コーポレーションに売却した。

## 日本における活動
婦人画報社から改称したアシェット婦人画報社が、『婦人画報』、『25ans』、『ELLE japon』、『marie claire』（現在は読売傘下の中央公論新社発行）などを発行した。前述の国外タイトルのハースト社への売却に伴い、2011年にハースト婦人画報社に改称している。
教育や語学など専門書や教材はアシェット・ジャポン (Hachette Japon) を代理店として、株式会社三善、紀伊国屋書店、丸善出版などが販売している。